# Stellenbosch Rugby Challenge 2021
El Stellenbosch Challenge de 2021 fue un torneo de rugby de selecciones absolutas.
Se celebró en noviembre en Stellenbosch, Sudáfrica.

## Equipos participantes
- Selección de rugby de Brasil (Los Tupís)
- Selección de rugby de Kenia (Los simbas)
- Selección de rugby de Namibia (Welwitschias)
- Selección de rugby de Zimbabue (Los sables)

## Desarrollo

### Semifinales
| 14 de noviembre | Brasil | 22 - 24 | Zimbabue | Stellenbosch Academy of Sport, Stellenbosch, Sudáfrica |  |
|                 |        | Reporte |          |                                                        |  |

| 14 de noviembre | Namibia | 60 - 24 | Kenia | Stellenbosch Academy of Sport, Stellenbosch, Sudáfrica |  |
|                 |         | Reporte |       |                                                        |  |

### Tercer puesto
| 20 de noviembre | Brasil | 30 - 36 | Kenia | Stellenbosch Academy of Sport, Stellenbosch, Sudáfrica |  |
|                 |        | Reporte |       |                                                        |  |

### Final
| 20 de noviembre | Zimbabue | 10 - 41 | Namibia | Stellenbosch Academy of Sport, Stellenbosch, Sudáfrica |  |
|                 |          | Reporte |         |                                                        |  |

| Bandera de Namibia |
| Campeón Namibia    |
| Primer título      |